# 安全保護具
安全保護具（あんぜんほごぐ）とは、屋内外の作業現場、製造工場、化学工場、理科実験などにおいて、人間の身体の安全を図るために用いられる器具の総称。安全保護用具、安全具、保護具（プロテクター）ともいう。なお、スポーツで用いられる保護具についてはプロテクターや防具も参照。

## 主な安全保護具
頭部の保護
- ヘルメット
- 保護帽

顔面の保護
- 保護面

眼の保護
- 安全メガネ、保護メガネ

耳の保護
- 耳栓
- イヤーマフ、イヤープロテクター

手の保護
- 安全手袋、保護手袋

足の保護
- 安全靴

落下の防止
- 安全帯

異物の吸引の防止
- 防塵マスク
- ガスマスク（防毒マスク）

高圧感電防止
- 絶縁保護具